# Charlotte Clayton, baronessa Sundon
Charlotte Clayton, baronessa Sundon, född omkring 1679, död 1 januari 1742, var en brittisk hovfunktionär.

## Biografi
Charlotte Clayton var dotter till Sir John Dyve och lady Frances Wolseley of Wolseley, och gifte sig med whigpolitikern William Clayton (1672?–1752), Baron Sundon of Ardagh. När Whigpartiet återkom till makten efter Georg I av Storbritanniens tronbestigning 1714, blev Charlotte Clayton Sundon utnämnd till hovdam, woman of the Bedchamber, hos den nya brittiska kronprinsessan Caroline av Ansbach på rekommendation av hertiginnan av Marlborough.
Charlotte Clayton och hennes kollega, Lady Cowper, blev snart gunstlingar hos Caroline, fick stort inflytande över henne och utnyttjade det för politiska syften. Detta blev viktigt sedan Caroline hade blivit drottning 1727, eftersom hennes inflytande och politiska aktivitet över kungen var välkänd. Av detta skäl fick Clayton bland annat en fiende i Sir Robert Walpole, som anklagade henne för nepotism och för att utnyttja sitt inflytande för att främja kvinnors makars politiska karriärer i utbyte mot mutor: han nämnde henne och biskop Sherlock som Carolines två öron.
Charlotte Clayton utnyttjade sitt inflytande till förmån för bland andra lord Pomfret, Benjamin Hoadly, Alured Clarke, Samuel Clarke, Robert Clayton, Stephen Duck och Richard Savage. Hon ska också ha påverkat Caroline till förmån för en kyrkovänlig politik. Även George II var medveten om hennes och hennes kollega Pomfrets inflytande över Caroline, och oroade sig 1737 över om de skulle övertala Caroline att vägra låta honom ta med sig sin mätress Amalie von Wallmoden till Storbritannien. Walpole uppgav för sin son att Clayton vid ett tillfälle hade erbjudit honom att styra landet med henne, varpå han svarat att han enbart ansåg kungen och drottningen som lämpliga härskare. 
Charlotte Clayton förlorade sin plats vid Carolines död 1737. Hon var vid denna tidpunkt svårt sjuk, troligen i cancer.